# 신두데시 운동

SLA가 사용하는 신두데시의 깃발

신두데시 운동은 신드주 지역에 신두데시(신드어: 틀:Naskh, 직역: '신드인의 나라')라는 독립 국가를 설립하여 신드인을 위한 국가를 만들 것을 주장하는 분리주의 운동이다.
이 운동은 방글라데시 독립 이후 G. M. 시예드에 의해 창설되었다. 그는 신드 민족주의에 새로운 방향을 제시하고 1972년에 제이 신드 테흐리크를 설립하여 신두데시의 이념을 제시했다. 신드 민족주의자들은 때때로 인도의 카치 지역, 발루치스탄의 라스벨라구, 그리고 때로는 남부 펀자브를 주장한다.
신드 분리주의자들은 자유와 권리를 얻기 위한 의회적 투쟁 방식을 거부한다. 신드 민족주의 정당은 신드주에서 어떤 정부 수준에서도 집권한 적이 없다. 최근 몇 년 동안 여러 신드 민족주의자들은 내부의 환멸, 대중적 지지 부족, 법 집행 기관의 단속으로 인해 이념을 버리고 주류 정치에 합류했다. 일부 민족주의 정당 및 단체는 파키스탄 정부에 의해 "테러, 반국가 및 파괴" 활동 혐의로 금지되었다.

## 역사와 디아스포라

### 역사적인 왕국
틀:신드인
서사시 마하바라타에 따르면, 신두데시는 신두 왕국으로 번역되며, 현대 신드주의 고대 이름이었다.

### 운동의 역사
1972년 G. M. 시예드는 신드인을 위한 독립 국가를 신두데시라는 이름으로 형성할 것을 제안했다. 그는 파키스탄에서 신드의 독립을 요구한 최초의 민족주의 정치인이었다. 시예드가 이끈 신드어 및 신드 정체성 운동은 벵골어 벵골어 운동에서 영감을 얻었다. 독립 후 파키스탄에서 파키스탄 국가가 따른 전략은 시예드가 신드인이 국내에서 정당한 중요성을 부여받지 못할 것이라는 결론에 이르게 했다.
선거 이후 정치적 기반이 크게 약화되자 시예드는 나중에 자신의 저서 "Heenyar Pakistan khey tuttan khappey(이제 파키스탄은 해체되어야 한다)"와 "Sindhu Desh — A Nation in Chains"에서 파키스탄으로부터의 노골적인 분리와 독립 신두데시 건설을 요구하는 입장으로 나아갔다.

### 신드 민족주의의 재부상
전 파키스탄 총리 베나지르 부토 암살 이후 민족 분쟁이 발생했다. 신드 민족주의자들은 이 나라가 비신드족 출신 사람들의 이익을 위해 사용되고 있다고 판단했으며, 국방 부문에서 펀자브족의 지배를 주장했다. 그리고 이를 신드주에서 최근 발생한 문제의 원인으로 보고 있다 (자세한 내용은 신드 민족주의 참조).

## 인도의 신드인
인도의 신드인들은 대부분 분할 후 신드주에서 재배치되어야 했으며, 상호 정부 감독 하에 피난자 신탁으로 재산을 남겨두었다. 인도 분할 후, 파키스탄의 소수 힌두교인과 시크교인 대부분은 인도로 이주했고, 인도에서 온 무슬림 이민자들은 새로 생성된 파키스탄에 정착했다. 약 천만 명의 힌두교인과 시크교인이 인도로 이주했고, 거의 같은 수의 무슬림이 인도에서 새로 생성된 파키스탄으로 이주했다. 힌두 신드인들은 분할 후 신드주에 머무를 것으로 예상되었는데, 이는 힌두 신드인과 무슬림 신드인 사이에 좋은 관계가 있었기 때문이다. 분할 당시 1,400,000명의 힌두 신드인이 있었지만, 대부분 하이데라바드 (신드주), 카라치, 시카르푸르, 수쿠르와 같은 도시에 집중되어 있었다.
신두데시 개념은 인도에 사는 신드인들 중 상당수가 인도에서의 삶을 유지하면서도 고향인 신드주로 돌아가고 싶어 하는 이들로부터도 지지를 받는다. 구자라트주와 마하라슈트라주에서 가장 큰 소수 민족 집단인 신드 공동체의 민족 역량 강화 운동으로서 인도 내 신드 정치 정당에 대한 제안에는 분리주의 및 인도 내 신드 공동체에 대한 더 높은 수준의 자율성 부여 제안이 포함되었다. 이는 당시 총리였던 나렌드라 모디 (나중에 제14대 인도 총리)와 같이 아마다바드 신드 공동체 내 체티 찬드 축제에 참여한 저명한 개인들에 의해 제안되었다. 나렌드라 모디는 그의 연설에서 유대인들이 예루살렘을 획득한 예를 들며 "꿈을 꾸는 자에게 힘이 있다면 모든 것이 가능하다"고 제안했다. 델리 문 앞에서 열린 간디주의 카니발은 신두데시에 대한 범인도적 지지를 얻었다.
신두데시 개념은 인도의 신드인을 포함한 일부 신드 디아스포라에서도 지지받고 있는데, 대부분은 분할 후 신드주에서 이주해야 했으며, 상호 정부 감독 하에 피난자 신탁으로 재산을 남겨두었다. 분할 이전 신드주는 비교적 평화로운 주였으며, 공동체 폭력은 산발적으로, 그리고 분할 중에만 발생했다. 이 평화는 분할 이후 중단되었는데, 신드주로 이주한 분할 후 이민자들은 힌두교인 살해에 대한 "비협조"에 분노했으며, 공동체 증오가 분할 후 증가했다. 신드 민족주의 단체에 따르면 "신두데시 운동의 유일한 배경은 분할 후 신드 힌두교인들이 신드주에서 인도로 이주했기 때문에 국민 자본주의자가 부재했다는 점이다. 따라서 신두데시 운동은 수십 년간의 노예 생활, 굴욕 및 억압에 대항하여 대중 봉기를 시작할 경제적, 정치적, 외교적 수단이 부족했다. 그러므로 신드주의 독립과 세속 공화국 신두데시의 수립은 역사의 필요성이며 지역 평화의 열쇠이다."
| 주             | 인구 (10만 명) | 전체 비율 |
| -------------- | -------------- | --------- |
| 구자라트주     | 11.84          | 42.7%     |
| 마하라슈트라주 | 7.24           | 26.1%     |
| 라자스탄       | 3.87           | 13.9%     |
| 마디아프라데시 | 2.45           | 8.8%      |
| 차티스가르     | 0.93           | 3.4%      |
| 델리           | 0.31           | 1.1%      |
| 우타르프라데시 | 0.29           | 1.0%      |
| 아삼           | 0.20           | 0.7%      |
| 카르나타카     | 0.17           | 0.6%      |
| 안드라프라데시 | 0.11           | 0.4%      |

### 신드 연합당
신드 연합당 또는 신드 이테하드당(신드어: سنڌ اتحاد پارٽي)은 영국령 인도의 신드주에 존재했던 정당이었다. 이 정당은 신드주가 설립된 해인 1936년 6월에 설립되었다. 이 정당은 펀자브 연합당을 모델로 삼았다. 1937년 신드 주의회 선거에서 이 당은 의회에서 21석을 얻어 최대 정당이 되었고, 주정부를 구성했다.

## 단체

### 신두데시 해방군
신두데시 해방군 또는 SDLA는 파키스탄 신드주에 기반을 둔 활동적인 무장 단체이다. 2010년 11월부터 2011년 2월 사이에 철도 노선에서 일련의 소규모 폭발이 발생했으며, SDLA가 공격 현장에 "신드주에 대한 잔혹 행위"를 언급하고 신드주가 "자유"를 얻을 때까지 "투쟁"을 계속할 것을 약속하는 전단지를 남겼다고 주장했다. 이 공격은 제이 신드 타라키 파산드 당의 카디르 막시 박사와 같은 다른 신드 민족주의자들에 의해 비난받았는데, 그는 폭력으로 인한 부정적인 결과에 대해 경고했다.
이 그룹은 현재 활동 중이다.

### 제이 신드 콰미 마하즈
제이 신드 콰미 마하즈는 베테랑 신드 민족주의 이데올로그 G. M. 시예드의 사망 이전에 개별적으로 활동하던 제이 신드 또는 신두데시 운동의 모든 민족주의 파벌들의 "합병/통합"이었다. 바시르 칸 쿠레시는 사망 전까지 당의 초대 의장이었으며 신두데시 운동의 가장 인기 있는 지도자 중 한 명으로, 신드주의 영웅으로 널리 존경받는다.

### 제이 신드 무타히다 마하즈
JSMM은 파키스탄 신드주에서 신두데시가 파키스탄으로부터 분리되어야 한다고 믿는 주요 분리주의 정당 중 하나이다. 2000년에 JSQM을 떠난 신두데시 운동의 베테랑 신드 민족주의자들에 의해 설립되었다. 당의 창립자이자 현 의장인 샤피 무함마드 부르파트는 정치적 망명 상태로 독일에서 살고 있다.

### 제이 신드 학생 연합
제이 신드 학생 연합은 1969년에 설립된 G. M. 시예드의 이념을 따르며 신두데시의 자유를 위해 투쟁하는 다양한 분리주의 단체들의 학생 조직이다. JSSF는 1960년대 후반 단일 체제 반대 운동에서 발생하여 나중에 1972년에 신드인을 위한 별도의 고향이라는 G. M. 시예드의 이념에 동참한 민족주의 단체였다. 그 이후로 제이 신드 또는 신두데시 운동의 학생 전선으로 활동하고 있다.

### 신드 민족 운동당
정치적, 문화적, 경제적, 지리적으로 독립된 신드주를 위한 새로운 좌익 정당이 2011년 12월에 창설되었다. 이 당은 신드주가 영국에 정복되기 전인 1843년의 모습을 되찾기를 원하며, 줄피카라바드 개발을 새로운 이스라엘이라고 언급하며 반대한다.

## 같이 보기
- 신드주의 인권 침해
- 무하지르 수바
- 신두데시 해방군
- 신드주 반란
- 신드주의 역사
- 신드 민족주의
- 카이베르파크툰크와 반란
- 신드인